# Alchemilla crinita
Alchemilla crinita es una especie de planta del género Alchemilla, perteneciente a la familia Rosaceae.

## Taxonomía
Alchemilla crinita fue descrita por Robert Buser en 1892.

## Distribución
Se encuentra en el territorio centro y sudeste de Europa hasta Turquía.